# سیبیر اوبا
سیبیر اوبا (به ترکی آذربایجانی: Sibiroba) یک منطقه مسکونی در جمهوری آذربایجان است که در شهرستان خاچماز و در دهیاری بستانچی واقع شده‌است.